# Сагаджія
Сагаджі́я або сага́джа (санскр. सहज, латиніз. sahaja, "те що вроджене", "природний", "спонтанний") — це стиль релігійної дисципліни в східній духовності, що виражається головним чином у народній драматургії й поезії, в якій автори без сорому глибоко поглинені містичними переживаннями і ролями їх духовних персонажів.
Літературне використання цього терміна почалося у 8-му столітті н. е. північним майстром буддизму, індійським тантриком Сарахою. Поняття спонтанної духовності вводив в індуїзм натга йог Ґоракганатг. Її демонстрували баули Бенґалії своїми піснями, описувала в своїх віршах поетеса Міра Баі, писав Кабір. Просування до цієї стадії досконалості описував Ґуру Нанак, засновник традиції сикгів. Індійські поети Чандідас, Джаядева, Відьяпаті, у своїх працях описували раси або «смаки» любові і відданості, які пізніше високо оцінив Чайтанья Махапрабгу (1486-1534).
Учитель Натго Махендранатг вважав, що як діти, ми природні. Такий характер потім часто стає прихованим під тиском обставин і штучних глобальних понять. Сагаджія означає розуміння і прийняття цієї прихованої сутності людини, його природи, його особистих смаків. Ця ідея резонує з ідеєю даосизму Лао Цзи, деякої практики повернення до спонтанності дитини.
У вайшнавізмі деякі сагаджії в 17 столітті захопилися сексуальними практиками тантри, чим зустріли неприязнь з боку суспільства, порушуючи стриманий громадський порядок. Їм довелося піти в підпілля і тому вивчити адекватно це явище не представляється можливим. Тим не менш, більш світська версія сагаджії, задовольняється піснями і танцями, віршами та виставами, досить популярна в Бенґалії, уникаючи порушення громадського порядку.
Мета вайшнавської сагаджії усвідомити свою глибоко приховану натуральну природу за допомогою певної практики медитації, описуваної коротенько так: «Потрібно думати про Крішну свідомо видаляючи будь-які інші думки, концентруватися і розмірковувати про вічні щоденні ігри Бога. Це повинно привести до трансу любові. Добре практикуючий це уявляє собі, що Радга і Крішна роблять протягом дня з перспективи його власної природної ролі, сіддга-дегі.»